# The Hunt (album)
Pour les articles homonymes, voir The Hunt.
Albums de Grand Magus
Hammer of the North
(2010) Triumph and Power
(2014)
The Hunt est le sixième album du groupe suédois de heavy metal Grand Magus, publié le 28 mai 2012 par Nuclear Blast.

## Liste des chansons
Toutes les chansons sont écrites et composées par Grand Magus.
| No | Titre                                                            | Durée |
| -- | ---------------------------------------------------------------- | ----- |
| 1. | Starlight Slaughter                                              | 4:19  |
| 2. | Sword of the Ocean                                               | 4:28  |
| 3. | Valhalla Rising                                                  | 4:51  |
| 4. | Storm King                                                       | 4:23  |
| 5. | Silver Moon                                                      | 4:43  |
| 6. | The Hunt                                                         | 5:24  |
| 7. | Son of the Last Breath Part I : Nattfödd Part II : Vedergällning | 6:50  |
| 8. | Iron Hand                                                        | 3:44  |
| 9. | Draksädd                                                         | 5:52  |